# Верховный Совет Украинской ССР

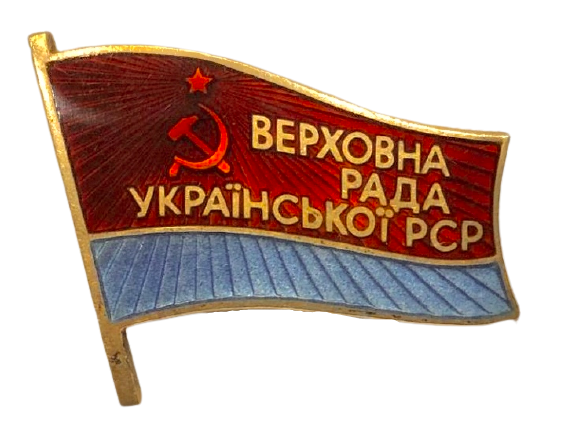
Значок депутата Верховного Совета УССР

Верховный Совет Украинской Советской Социалистической Республики (Верховный Совет УССР, Верховный Совет Украинской ССР) (укр. Верховна Рада Української Радянської Соціалістичної Республіки, Верховна Рада УРСР) — высший орган государственной власти и единственный законодательный орган Украинской ССР. Законодательно учреждён Конституцией Украинской ССР 1937 года вместо съезда Советов Украины.
Верховный совет УССР избирался непосредственно гражданами УССР путём общих прямых выборов при тайном голосовании (1 депутат от 100 тысяч избирателей), но на практике этот процесс осуществлялся под жёстким контролем правящей Коммунистической партии. Срок полномочий составлял 4 года, с 1978 года — 5 лет. Среди депутатов преобладали члены Коммунистической партии (62-69 % общего количества), остальные были беспартийными.

## Полномочия
Верховный Совет УССР избирал подотчётный ему Президиум, образовывал Правительство УССР — Совет Министров УССР и избирал Верховный Суд УССР. Также депутатами избирались главы облисполкомов и частично их заместители, высший командный состав расположенных на территории Украины военных округов.
К полномочиям ВС также принадлежало право:
- изменять Конституцию УССР и принимать новую;
- издавать и утверждать народно-хозяйственные планы и Государственный бюджет УССР;
- контролировать состояние и управление предприятиями союзного подчинения и следить за ними.

Основной формой деятельности Совета были сессии, которые созывались Президиумом дважды в год. Также по усмотрению Президиума или по требованию трети депутатов могли созываться внеочередные и торжественные (посвящённые выдающимся датам) сессии. Совет образовывал постоянные и временные комиссии. Законы принимались большинством голосов депутатов, которые принимали участие в заседании ВС.

## История
Первые выборы в Верховный Совет УССР состоялись 26 июня 1938 года. Было избрано 304 депутата. Первая сессия ВС состоялась в Киеве 25-28 июля 1938 года. Председеталем был избран Михаил Бурмистенко, Президиум ВС УССР возглавил Леонид Корниец.
После присоединения Западной Украины 24 марта 1940 года на этих территориях были произведены довыборы — избрано ещё 80 депутатов.
В годы Великой Отечественной войны ВС УССР работал в условиях военного времени. Во время боёв за Киев первый Председатель Верховного Совета М. А. Бурмистенко погиб. В связи с оккупацией в 1941 году территории Украины Президиум ВС УССР был эвакуирован в Саратов.
29 июня 1943 года был принят Указ Президиума ВС УССР «Об отсрочке выборов в Верховный Совет УССР», согласно которому выборы откладывались на один год, а срок полномочий ВС УССР 1-го созыва продлевался. Согласно Постановлению Совета Народных Комиссаров УССР и ЦК КП(б)У от 8 января 1944 года, было принято решение о переезде Президиума ВС УССР в январе 1944 года из Харькова в освобождённый от оккупации Киев. 26 ноября 1946 года был принят Указ Президиума ВС УССР «О проведении выборов в Верховный Совет УССР» 9 февраля 1947 года. Был избран ВС УССР 2-го созыва, его Председателем был избран драматург Александр Корнейчук, преемником которого в 1953 году стал поэт Павло Тычина. В течение 1950-х годов законотворчество фактически исчерпывалось усовершенствованием отдельных статей Конституции и уже действующих законов УССР.
В конце 1950-х годов законодательная деятельность ВС активизировалась, что было обусловлено необходимостью проведения начатых 1-м секретарём ЦК КПСС Н. С. Хрущёвым реформ в советской системе власти. В 1959 году обсуждались проекты законов о судоустройстве, а также гражданский, гражданско-процессуальный, уголовный и уголовно-процессуальный кодексы.
В 1970-х годах законотворчество расширяется, интенсифицируется кодификация республиканского законодательства. Так, в 1968 году ВС УССР принял Закон «О сельском и поселковом Совете народных депутатов», который значительно оживил деятельность этих низовых представительных органов. В июне 1969 года принимается Кодекс о браке и семье, в июле 1970 года — Земельный кодекс, в июне 1972 года — Водный кодекс и прочее. Кодификация законодательства, которая осуществлялась ВС в эти годы, создала условия для более качественного правового регулирования общественных отношений. Каждый год ВС утверждал проекты Госплану и бюджету республики. Начиная с 1978 года принимались постановления о выполнении годовых обязательств. Однако законы, которые принимались ВС УССР, часто лишь дублировали положения правовых актов СССР.
В 1972—1990 годы, после писателей Корнейчука и Тычины, Председателями ВС избирались известные украинские учёные (физик Михаил Белый, генетик Константин Сытник, физиолог Платон Костюк).
Конституция УССР 1978 года радикально не изменила правового статуса ВС. Однако были внедрены некоторые нововведения. Провозглашалось, в частности, что все Советы народных депутатов — Верховный, областные, районные, городские, районные в городах, поселковые и сельские — представляют единую систему органов государственной власти. Было усилено влияние ВС на местные Советы. Состав ВС увеличился до 650 депутатов, срок полномочий — до 5 лет. Более широким стал круг субъектов права законодательной инициативы. Теперь это право принадлежало Президиуму ВС, СМ УССР, постоянным и другим комиссиям, депутатам, Верховному Суду, Прокурору УССР, а также общественным организациям, представленным республиканским органами.
ВС УССР 1—11-го созывов строил свою деятельность согласно требованиям советского времени. Его работа находилась под контролем ЦК КПУ, а сам он не был постоянно действующим органом, собирался на сессии дважды в год и фактически лишь одобрял подготовленные Президиумом ВС УССР и согласованные с ЦК КПУ законопроекты. Депутаты совмещали свою работу в ВС с другими видами деятельности.
Последние выборы в Верховный Совет УССР в условиях существования Советского Союза состоялись в 1990 году (12-й созыв). После принятия Акта провозглашения независимости Украины 24 августа 1991 и внесения изменений в Конституцию УССР, вступивших в силу 23 ноября 1991, ВС УССР был переименован в Верховную Раду Украины (в дальнейшем некоторое время продолжавшую нумерацию созывов с 1938 года).

## Созывы
- I созыв:

- Начало полномочий: 26 июня 1938 года.
- Окончание полномочий: 1947 года.
- Состав: 304 депутата (выбыло/доизбрано — 24 марта 1940 года (80 депутатов) и 12 января 1941 года (16 депутатов).
- Сессии: (Киев).

- II созыв: 6.03.1947, 415 депутатов;
- III созыв: 20.4.1951;
- IV созыв: 31.3.1955, 435 депутатов;
- V созыв: 25.3.1959;
- VI созыв:

- Начало полномочий: 12 февраля 1963 года.
- Окончание полномочий: 11 марта 1967 года.
- Состав: 469 депутатов (выбыло/доизбрано — 12 депутатов).
- Сессии: 10 (Киев).

- VII созыв:

- Начало полномочий: 12 марта 1967 года.
- Окончание полномочий: 14 июля 1971 года.
- Состав: 469 депутатов (выбыло/доизбрано — 10 депутатов).
- Сессии: 8 (Киев).

- VIII созыв:

- Начало полномочий: 14 июля 1971 года.
- Окончание полномочий: 4 июля 1975 года.
- Состав: 482 депутата (выбыло/доизбрано — 10/8 депутатов).
- Сессии: 9 (Киев).

- IX созыв:

- Начало полномочий: 4 июля 1975 года.
- Окончание полномочий: 12—13 декабря 1979 года.
- Состав:
- Сессии: 11 (Киев).

- X созыв:

- Начало полномочий: 25—26 марта 1980 года.
- Окончание полномочий: 6—7 декабря 1984 года.
- Состав:
- Сессии: 10 (Киев).

- XI созыв:

- Начало полномочий: 4 декабря 1985 года.

- XII созыв:

- Начало полномочий: 16 июля 1990 года.

## Председатели
1. Михаил Алексеевич Бурмистенко (1938—1941)
2. Александр Евдокимович Корнейчук (1947—1953)
3. Павел Григорьевич Тычина (1953—1959)
4. Александр Евдокимович Корнейчук (второй раз, 1959—1972)
5. Михаил Ульянович Белый (1972—1980)
6. Константин Меркурьевич Сытник (1980—1985)
7. Платон Григорьевич Костюк (1985—1990)
8. Владимир Антонович Ивашко (1990)
9. Леонид Макарович Кравчук (1990—1991)

## Председатели Президиума ВС УССР
- Корниец, Леонид Романович 27 июля 1938 — 28 июля 1939
- Гречуха, Михаил Сергеевич 28 июля 1939 — 15 января 1954
- Коротченко, Демьян Сергеевич 15 января 1954 года — 7 апреля 1969 года
- Ляшко, Александр Павлович 20 июня 1969 — 28 июля 1972
- Грушецкий, Иван Самойлович 28 июля 1972 года — 24 июня 1976 года
- Ватченко, Алексей Федосеевич 24 июня 1976 года — 22 ноября 1984 года
- Шевченко, Валентина Семёновна 27 марта 1985 — 4 июня 1990

## Председатели Верховного Совета как главы республики
- Ивашко, Владимир Антонович 4 июня — 9 июля 1990
- Кравчук, Леонид Макарович 23 июля 1990 — 24 августа 1991

## Память
- Харьковское гвардейское высшее танковое командное ордена Красной Звезды училище имени Верховного Совета УССР.